# Your Seed/Bouken Rider
"Your Seed/Bouken Rider" é o terceiro single do grupo Hey! Say! JUMP. Ficou em 1º lugar no ranking semanal da Oricon e vendeu 208,113 cópias. A música "Your Seed" foi usada como tema na versão japonesa do filme Kung Fu Panda.

## Faixas

### Versão regular
1. Your Seed
2. Bouken Rider (冒険ライダー)
3. Your Seed (Original Karaoke)
4. Bouken Rider (冒険ライダー) (Original Karaoke)

### Versão limitada
CD
1. Your Seed

DVD
1. Your Seed (PV & Making of)